# Улытау (село)
Улытау (каз. Ұлытау) — село в Улытауской области Казахстана, центр Улытауского района. Административный центр и единственный населённый пункт Улытауского сельского округа. Село расположено в 127 км к северу от города Жезказгана. Код КАТО — 356030100.
В 18 км от аула Улытау, на левом берегу реки Каратал расположено средневековое городище — Алашахан.

## Население
В 1999 году население села составляло 2605 человек (1313 мужчин и 1292 женщины). По данным переписи 2009 года, в селе проживало 2055 человек (1030 мужчин и 1025 женщин).
На начало 2019 года население села составило 1862 человека (941 мужчина и 921 женщина).